# 1541
El 1541 o MDXLI va ser un any comú començat en dissabte del calendari julià.

## Esdeveniments
Països Catalans
Resta del món
- 8 de maig - L'expedició d'Hernando de Soto descobreix el riu Mississipi.[1]
- 11 de setembre - Guatemala: un terratrèmol destrueix totalment la ciutat de Guatemala.

## Naixements
Països Catalans
Resta del món
- 7 de setembre, Madrid: Hernando de Cabezón, organista i compositor del Renaixement.
- Barcelona: Martí Joan de Calders, 74è President de la Generalitat de Catalunya

## Necrològiques
Països Catalans
Resta del món
- 16 de juny - Lima: Francisco Pizarro, marquès dels Atebillos per les seves tasques d'exploració i conquesta d'Amèrica.
- 24 de setembre - Salzburg (Àustria): Paracels, metge, alquimista i astròleg suís (n. 1493).
- 18 d'octubre - Castell de Methven, Perthshire (Escòcia): Margarida Tudor, va ser la més gran de les dues filles supervivents del rei Enric VII d'Anglaterra i d'Isabel de York, i la germana gran d'Enric VIII.(n. 1489).[2]